# Georg Steiner (Gärtner)
Georg Steiner (* 26. März 1774 in Potsdam; † 4. Februar 1834 in Charlottenburg) war ein preußischer Hofgärtner und Leiter der königlichen Gartenverwaltung von Charlottenburg.

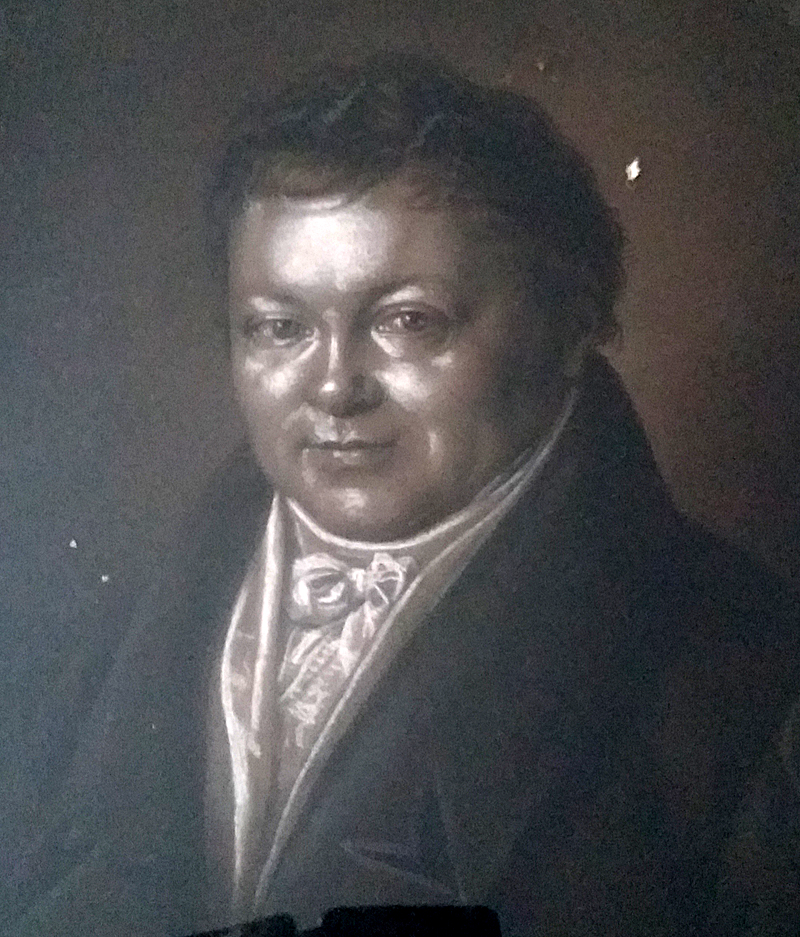
Georg Steiner (Kohlezeichnung, um 1810)

## Leben und Werk
Georg Steiner war ein unehelicher Sohn des preußischen Prinzen und späteren Königs Friedrich Wilhelm II. (1744–1797), gezeugt mit Maria Puhlmann, Tochter eines Potsdamer Gastwirtes. Als König veranlasste Friedrich Wilhelm II. deren nachträgliche Heirat mit dem Hofgärtner Johann Georg Steinert, der also nur sein Stiefvater war.
Georg Steiner erlernte 1791–1794 bei Johann Wilhelm Sello wie sein Stiefvater den Gärtnerberuf. Seine Karriere wurde von seinem leiblichen Vater weiter protegiert und gefördert. Durch ein Reisestipendium ermöglichte der König ihm eine Gesellenreise unter anderem nach Kassel, die mit Genehmigung Friedrich Wilhelms III. 1798 bis nach England ausgedehnt wurde. 
Zum 7. Januar 1802 wurde Georg Steiner als Nachfolger von Johann August Eyserbeck zum Hofgärtner in Charlottenburg berufen. Er legte dort eine große Pflanzensammlung, darunter viele Pelargonien, an und gestaltete Teile des Gartens um. Er entwarf auch den Friedhof der Kirchengemeinde Charlottenburg und gestaltete die Dorfaue Lietzow um. Außerdem wirkte er im Verein zur Beförderung des Gartenbaues als Vorsteher des Ausschusses für bildende Gartenkunst.
Er war verheiratet mit Caroline Auguste Hanff, einer Tochter des Berliner Goldschmieds August Wilhelm H. und hatte fünf Kinder. Auf sie geht der Name des Gutes Karolinenhöhe in Seeburg zurück, das Steiner etwa 1825 erwarb und das ihn und seine Frau finanziell ruinierte.